# Spodoptera cilium
Spodoptera cilium là một loài bướm đêm trong họ Noctuidae.